# Morris Foster
Morris Foster (* 26. Oktober 1936 in Maghera; † 3. Februar 2020 in Antrim (Stadt)) war ein irischer Radrennfahrer und nationaler Meister im Radsport.

## Sportliche Laufbahn
Foster war im Straßenradsport aktiv. Er war Teilnehmer der Olympischen Sommerspiele 1968 in Mexiko-Stadt. Im olympischen Straßenrennen schied er aus. Von 1962 bis 1969 gewann er die nationale Meisterschaft im Einzelzeitfahren. 1970 wurde er Vize-Meister. 1963 gewann er die Meisterschaft im Straßenrennen, die von den beiden damals existierenden irischen Radsportverbänden gemeinsam ausgetragen wurde. Weitere Siege holte er in der Tour of the Mid Down 1963, in der Nordirischen Straßenmeisterschaft 1965, 1966, 1968 und 1969, im Shay Elliott Memorial 1966, in der Tour of the Glens sowie bei Derry–Coleraine–Derry 1968, im Northern Mini Stage Race 1969 und 1970, im Lurgan Grand Prix 1969 und 1971, in der Tour of Armagh 1970 sowie im Ulster Grand Prix 1971.
1969 holte er einen Etappensieg im britischen Milk Race und wurde 1966 9. der Gesamtwertung. 1969 gelang ihm der Gesamtsieg in der Tour of Ireland vor Joe Smyth mit drei Tageserfolgen. 1968 kam er auf den 4. Platz mit einem Etappensieg. 1971 gewann er erneut eine Etappe. Zweimal bestritt er das Einzelrennen bei den Straßenradsport-Weltmeisterschaften. 1967 wurde er 71. Bei den Commonwealth Games war er 1966 und 1970 am Start. 1966 belegte er im Straßenrennen den 7. Platz. Auch in der Tour de l’Avenir war Foster am Start.

## Berufliches
Foster arbeitete als Elektriker. Im Jahr 2006, als er Präsident der Northern Ireland Cycling Federation war, wurde Foster im Buckingham Palace mit der Auszeichnung Order of the British Empire von Königin Elizabeth geehrt.